# Edwin Halstead
Edwin "Eddie" Halstead (1907-1962) fue un atleta inglés. Halstead ganó una medalla de plata en lanzamiento de jabalina femenino en los Juegos del Imperio Británico de 1934 en Londres.
La hermana de Halstead, Nellie, también compitió en los Juegos de 1934 y ganó tres medallas.
Más tarde, como parte de una transición de género, Halstead cambió su nombre de su deadname a Edwin.